# Dexia Israel Bank
Dexia Israel Bank (hebrejsky: לדקסיה ישראל, Deksija Jisra'el, zkratka na telavivské burze DXIL) je izraelská banka, kterou ovládá belgická finanční skupina Dexia.

## Popis
Původně se jmenovala Ocer ha-šaltun ha-mekomi (אוצר השלטון המקומי בע"מ, Pokladna místních samospráv). Zaměřuje se na finanční služby pro samosprávné celky. Je obchodovaná na Telavivské burze cenných papírů. Podle dat z roku 2010 byla Dexia Israel Bank osmým největším bankovním ústavem v Izraeli podle výše celkových aktiv.
Kvůli tlaku propalestinských aktivistů, kterým vadilo, že banka financuje izraelské osady, oznámilo roku 2011 vedení mateřské firmy Dexia, že izraelskou banku prodá.